# Scarodytes ruffoi
Scarodytes ruffoi är en skalbaggsart som beskrevs av Mario E. Franciscolo 1961. Scarodytes ruffoi ingår i släktet Scarodytes och familjen dykare. Inga underarter finns listade i Catalogue of Life.